# Baldwin Point
Der Baldwin Point ist eine Landspitze an der Sabrina-Küste des ostantarktischen Wilkesland.
Die Benennung der Landspitze geht vorgeblich auf russische Wissenschaftler zurück. Der weitere Benennungshintergrund ist nicht hinterlegt.